# Eresia sulphurata
Eresia sulphurata är en fjärilsart som beskrevs av Jose Francisco Zikán 1937. Eresia sulphurata ingår i släktet Eresia och familjen praktfjärilar. Inga underarter finns listade i Catalogue of Life.